# Irton with Santon
Irton with Santon – civil parish w Anglii, w Kumbrii, w dystrykcie (unitary authority) Cumberland. W 2011 civil parish liczyła 316 mieszkańców.